# شركة إيران الدولية للمعارض
 تشرف شركة إيران الدولية للمعارض (IIEC) وتدير جميع المعارض الدولية والمتخصصة التي تقام في إيران. يقدم الموقع تقويم المعارض ويوفر القوانين واللوائح التجارية. وهي شركة تابعة إلى وزارة التجارة الإيرانية. يقع المعهد في أرض المعارض الدائمة بطهران.

## روابط خارجية
- معرض إيران التجاري
- "Iran Fair Official Website". مؤرشف من الأصل في 2020-03-23. اطلع عليه بتاريخ 2020-03-25.{{استشهاد ويب}}:  صيانة الاستشهاد: BOT: original URL status unknown (link); التقاويم

- - تقويم الأحداث IIEC (2014)
  - (2015-2016)

أشرطة فيديو

- معرض النفط الدولي في طهران ( PressTV 2011)